# Gnogboyo
Gnogboyo este o comună din departamentul Soubre, regiunea Bas-Sassandra, Coasta de Fildeș.